# Olio di citronella

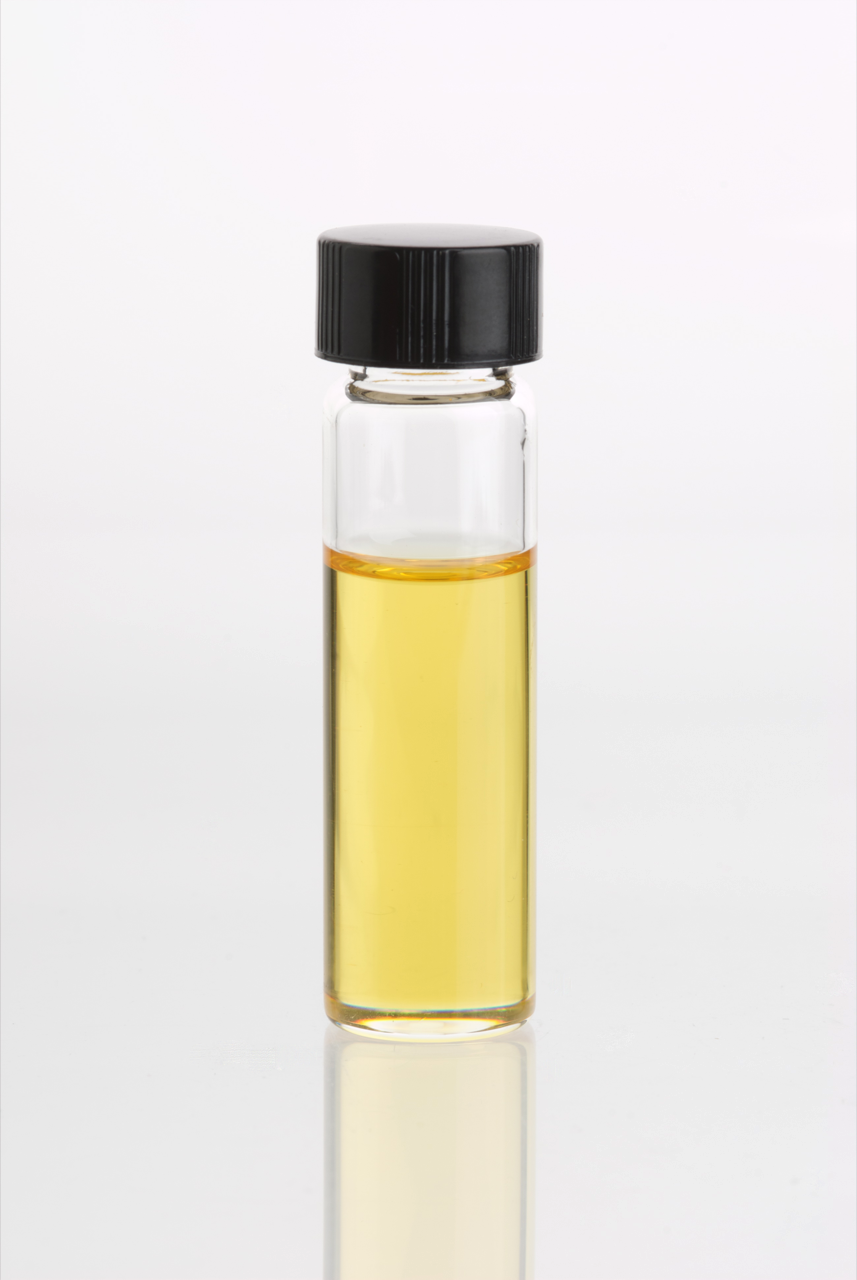

L'olio di citronella è uno degli oli essenziali ottenuti dalle foglie e dagli steli di alcune specie di Cymbopogon. L'olio è ampiamente utilizzato come fonte di sostanze chimiche per la profumeria come la citronellale, il citronellolo e il geraniolo. Queste sostanze chimiche trovano ampio impiego nella produzione di saponi, profumi, cosmetici e aromi in tutto il mondo.
L'olio di citronella è anche un noto repellente per insetti a base vegetale, ed è stato registrato per questo uso negli Stati Uniti dal 1948. La United States Environmental Protection Agency ritiene l'olio di citronella come un bio-insetticida dotato di meccanismo d'azione a basso impatto. La ricerca mostra che l'olio di citronella ha anche forti proprietà fungicide.